# 로열젤리

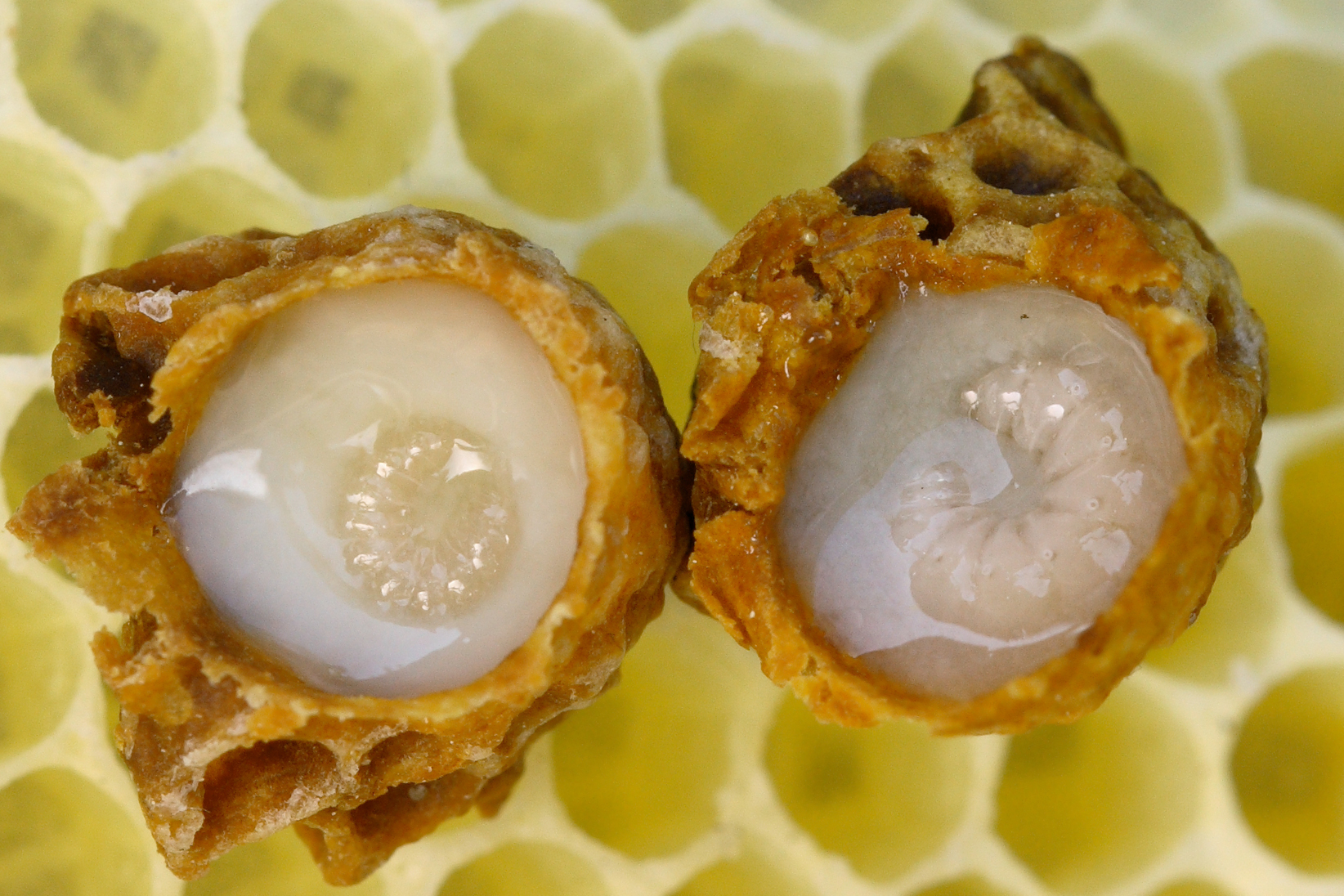
여왕벌이 될 애벌레가 로열 젤리에 둘러싸여 있다.

로열젤리(영어: royal jelly, 문화어: 왕벌젖) 또는 왕유(王乳)는 꿀벌 유충의 영양 섭취에 사용되는 여왕벌의 분비물이다.

## 개요
로열 젤리는 젊은 일벌의 머리 부분에 있는 인두선(咽頭腺)에서 분비되며, 일벌이 될 애벌레를 포함한 집단 내 모든 애벌레에게 먹이로 제공된다.
벌들은 여왕벌이 필요하게 되면, 선택된 한 애벌레에게 생후 첫 4일간 오로지 로열 젤리만, 그것도 대량으로 공급한다. 이렇게 초기에 집중적으로 영양 공급을 하면, 그 애벌레는 알을 낳을 수 있을 만큼 성숙된 난소를 포함해 여왕벌의 형태를 갖추게 된다.
'여왕벌이 될 애벌레 및 여왕벌만이 로열 젤리를 먹는다"는 잘못된 상식이 유포되어 있는데, 사실은 모든 애벌레가 로열 젤리를 먹으며, 다만, 일벌이 될 애벌레는 단 2~3일만 먹고, 여왕으로 선택된 애벌레는 그 보다 오랫동안 먹게 된다는 차이가 있을 뿐이다. 한편 여왕벌을 제외한 성충은 먹지 않는다.
여왕벌은 평생 로열 젤리만 먹고 사는데 수명이 일벌의 400배나 된다. 이런 점으로 인해 고대에는 로열 젤리를 장수와 회춘의 비약으로 여겨왔다.

## 형태 및 영양 성분
색은 꿀과 비슷하게 투명하며 담황색을 띄고 있다. 보통 단맛을 지난다고 알려져 있지만, 이런 제품 등은 꿀과 다른 당류를 섞어서 단맛을 낸 것이며, 순수한 로열 젤리는 매우 쓴 맛을 가지고 있다.
로열 젤리는 벌꿀과는 비교가 되지 않을 정도로 많은 비타민류, 미네랄, 아미노산 등의 영양소를 포함하고 있다. 로열 젤리는 67%의 물, 12.5%의 단백질 및 소량의 아미노산, 11%의 당류 등이 있다. 비타민 류는 비타민 B군이 대부분이며 약간의 비타민 C도 들어있다. 비타민 A, D, E, K는 포함되어 있지 않다.
로열 젤리의 주요 요소의 하나로 로열랙틴 (Royalactin)이라는 단백질이 있다. 2011년 일본 도야마 현립대 생명공학연구센터 마사키 가마쿠라 박사는 이 로열랙틴이 애벌레를 여왕벌로 만든다는 것을 발표했다. 마사키 박사는 실험에서 섭씨 40도로 오랫동안 두어 로열랙틴이 파괴된 로열 젤리를 애벌레에게 먹였으나 여왕벌이 특성이 약한 일벌이 되었고, 로열랙틴이 포함된 로열젤리를 초파리 애벌레에게 먹였더니 여왕벌과 비슷하게 몸집이 커지고 알을 엄청나게 많이 낳는다는 것을 발견했다.
과거 한국에서는 건강 기능 식품에 로열 젤리가 포함되었으나, 2010년 식품의약품안전청(식약청)에서 로열 젤리를 포함한 7개의 품목을 건강 효능이 없다고 하여 건강 기능 식품 원료에서 제외 시켰다.